# کویزباشوو
کویزباشوو (به لاتین: Kuyezbashevo) یک منطقهٔ مسکونی در روسیه است که در باشقیرستان واقع شده‌است.